# サッカー北アイルランド女子代表
サッカー北アイルランド女子代表（サッカーきたアイルランドじょしだいひょう）は、アイリッシュ・フットボール・アソシエーション(英: Irish Football Association, 略称：IFA)によって編成されるサッカーのナショナルチーム。欧州サッカー連盟(UEFA)に所属している。
女子ワールドカップ、オリンピックともに出場はない。

## ワールドカップの成績
- 1991 - 予選敗退
- 1995 - 不参加
- 1999 - 不参加
- 2003 - 不参加
- 2007 - 予選敗退
- 2011 - 予選敗退

## オリンピックの成績
オリンピックは一国につき一つの代表しか出場を認めていないため、北アイルランド代表として出場することはない。
- 1996 - 不参加
- 2000 - 不参加
- 2004 - 不参加
- 2008 - 不参加
- 2012 - 開催国[1]

## UEFA欧州女子選手権の成績
- 1984 - 予選敗退
- 1987 - 予選敗退
- 1989 - 予選敗退
- 1991 - 予選敗退
- 1993 - 予選敗退
- 1995 - 予選敗退
- 1997 - 予選敗退
- 2001 - 予選敗退
- 2005 - 予選敗退
- 2009 - 予選敗退
- 2013 - 予選敗退

## FIFAランキング
- 最新順位 - 45位(2024年8月)
- 初登場 - 74位(2003年7月)
- 最高順位 - 45位(2024年8月)
- 最低順位 - 85位(2005年6月)

出典: FIFA Women's Ranking